# 于元徵
于元徵，河北卢龙人，清朝政治人物。
康熙五十三年（1714年），接替李凤彩任福建永安县知县一职，1716年由王元卿接任。